# Sjuksköterskeföreningen i Finland
Sjuksköterskeföreningen i Finland rf är Nordens första förening för sjukskötare, grundad år 1898 i Helsingfors i Finland. Kejserliga Senaten för Finland och Dess Ekonomiedepartemente i Helsingfors godkände förslaget till stadgar per den 28 februari 1898. Föreningens syfte är att medverka till höjandet av sjukskötares, hälsovårdares, barnmorskor eller akutvårdares yrkeskunskap- och färdighet, bidra till att vårdarbetet utvecklas och forskning i vårdarbete förverkligas.

## Historia
Föreningens första ordförande var Anna Falcken. I januari 1925 utträdde de finskspråkiga medlemmarna och bildade Finlands sjuksköterskeförbund, idag Finlands sjukskötare (Suomen sairaanhoitajat). År 1966 anslöt sig föreningen som medlemsförening i förbundet. 1980 beslöt föreningen att fortsätta sin verksamhet som självständig ideell förening och forum för landets svenskspråkiga sjukskötare.

### Uppdragen genom åren
Sjuksköterskeutbildningen var en viktig fråga för föreningen och den hade stort inflytande och tongivande i frågor som gällde sjuksköterskeutbildningen. Den första kursen för kvalificerade sjuksköterskor startade den 1 februari 1889 vid Nya Kirurgiska sjukhuset i Helsingfors. Kursen varade ett halvt år och hade 10 elever. Tre halvårskurser hölls. År 1891 blev kurserna ettåriga, och var alternativt svensk- eller finskspråkiga. Föreningen ansvarade för ordnandet av sjuksköterskekurserna vid Kirurgiska sjukhuset. Föreningen grundade ett elevhem och en elevskola. År 1929 övertogs sjuksköterskeutbildningen av staten.
Föreningen gav ut läroböcker i över 10 års tid. På initiativ av föreningens långvariga ordförande Sophie Mannerheim grundades ett eget bokförlag år 1909. Förlagsverksamheten upphörde år 1920. Sjuksköterskeföreningen och Finlands sjuksköterskeförbundet grundade Stiftelsen för sjuksköterskeutbildningen, Sairaanhoitajien koulutussäätiö (SHKS).  Stiftelsen upphörde 1996 med publicering av läroböcker och koncentrerar sin verksamhet på stipendieutdelning samt delar ut Årets Venny. Föreningen har idag en representant i stiftelsen styrelse.
Medlemstidskriften Vård i fokus har utkommit sedan år 1981. Idag ges fyra nummer/år ut.
Föreningen upptogs som medlem i International Council of Nurses (ICN) år 1909 och var med om att grunda Sjuksköterskornas samarbete i Norden (SSN) år 1920. Principen är att endast en nationell organisation kan representera ett lands sjukskötare. Finlands sjukskötare representerar sedan 1966 de finländska sjukskötarna

## Verksamheten idag
Föreningen består av huvudstyrelsen med en representant från varje regionalförening samt ordförande. Mandatperiod tre år.
Fullmäktige är föreningens högsta beslutande organ med mandatperiod på tre år.
Föreningen har en verksamhetsledare och verksamhetskoordinator.
De åtta självständiga regionalföreningarna (SF i Helsingfors med omnejd, SF i Mellersta Österbotten, SF i Sydösterbotten, SF i Vasa, SF i Västra Nyland, SF i Åboland, SF på Åland och SF i Östra Nyland) följer upp Sjuksköterskeföreningens verksamhetsplan och har aktiviteter vilka svarar mot regionalt eller lokalt intresse.

## Medlemsmärket
På Sophie Mannerheims initiativ tog föreningen ett eget medlemsmärke , på vit emalj ett blått kryckkors, år 1907. Kryckkorset härstammar från medeltiden och namnet tyder på sjukvård. 1966 då föreningen och förbundet igen gick samman användes förbundets märke. År 1995 (inför 100-årsjubileet 1998) beslöt föreningen att återta sitt tidigare medlemsmärke. Märket får bäras av föreningens ordinarie medlemmar (inkl. pensionärer).
Hedersmedlemmarna bär ett mindre märke.

## Ordförande i föreningen
- Avdelningssköterska Anna Falcken 1897-1901
- Översköterska Hilda Montin 1901-1903
- Översköterska Olga Öhqvist, f. Lackström 1903-1904
- Avdelningssköterska Ellen Jansson, f. Ekblom 1904-1905
- Översköterska Sophie Mannerheim 1905-1926
- Översköterska Emma Åström 1926-1934
- Ledande hälsosyster Rachel Edgren 1934-1952
- Föreståndarinna Maj-Lis Juslin 1952-1962
- Översköterska Annmarie van Bockhoven 1962-1968
- Sjukvårdslärare Valborg Louhisto 1969
- Hälsovårdsinspektör Brita Rönnberg 1970-1972
- Sjukvårdslärare Laila Tolonen 1973-1975
- Sjukvårdledare Ragnborg Peltoniemi 1976-1977
- Sjukvårdsledare Anita Hannusas 1978-1993
- Sjukvårdledare Märta Marjamäki 1993-2002
- Lektor Ann-Helén Sandvik 2002-2008
- Lektor Christel Robert 2008-2014
- Verksamhetsledare Annika von Schantz 2014-